# 牛池灣市政大廈

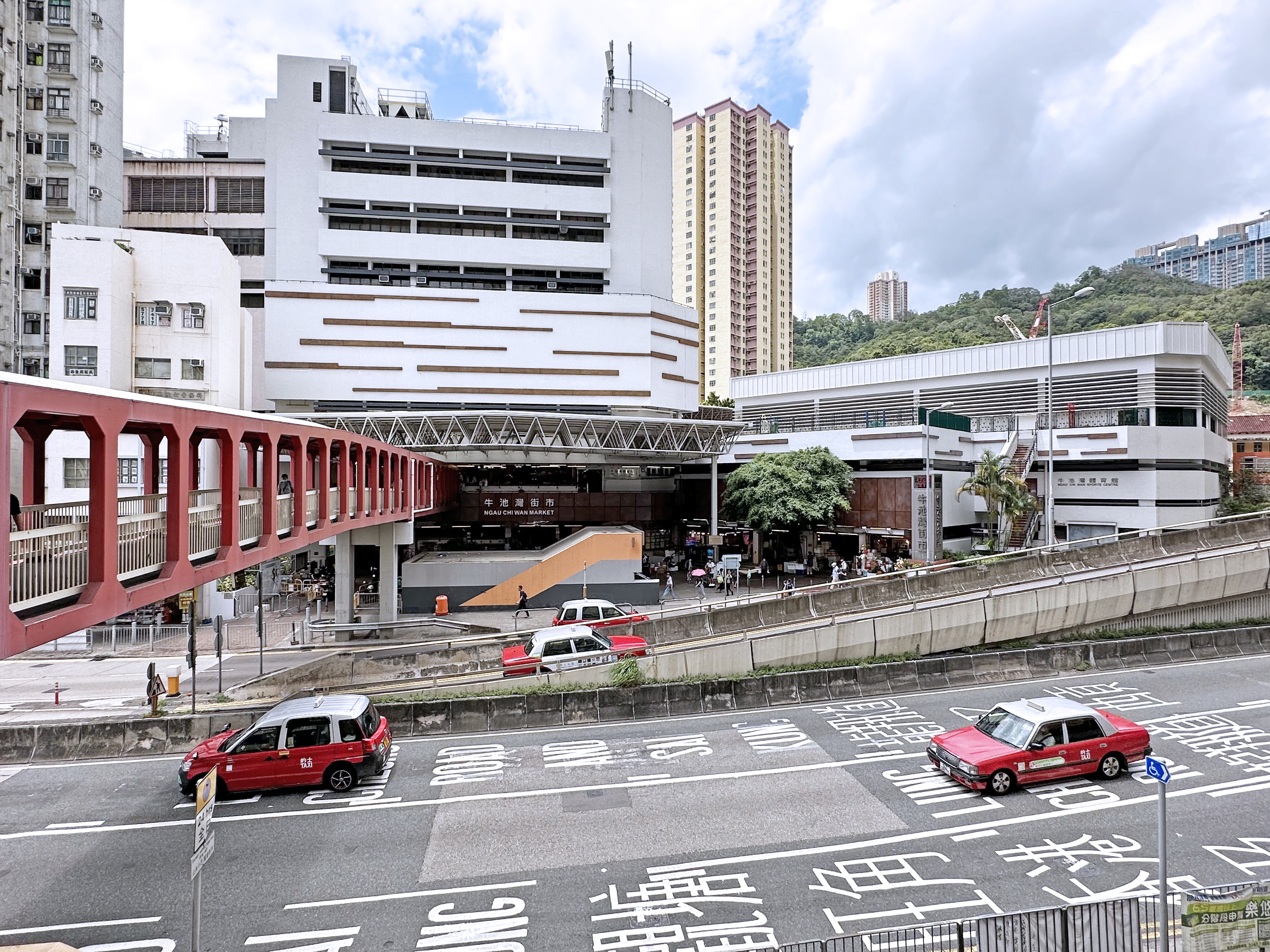
牛池灣市政大廈，前方道路為清水灣道。

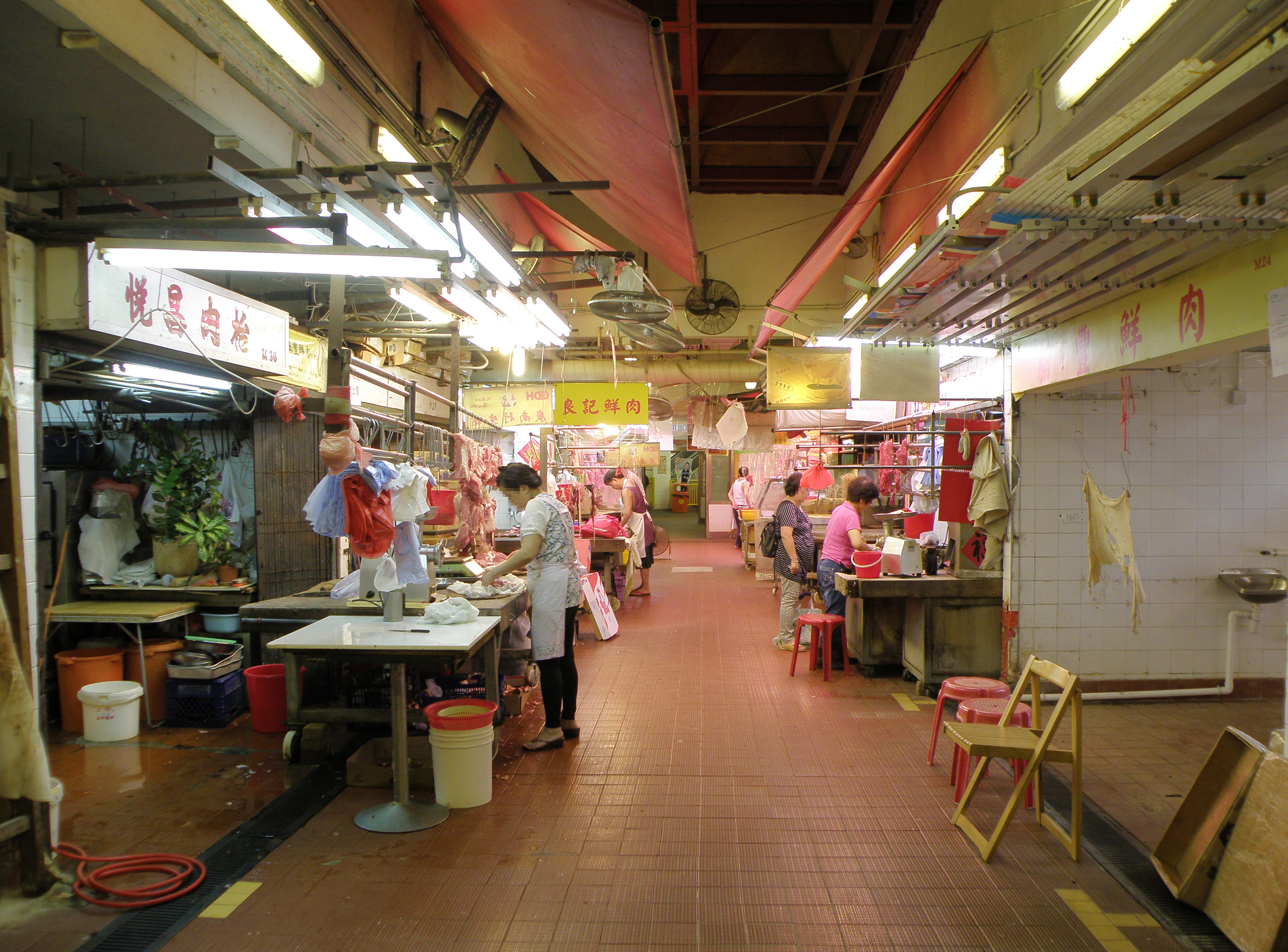
牛池灣街市

牛池灣市政大廈（英語：Ngau Chi Wan Municipal Services Building）是香港九龍黃大仙區牛池灣的一座多用途的市政大樓，於1983年5月11日奠基，於1987年4月23日開幕，設有文娛中心、街市、公共圖書館、政府辦公室及體育館等設施，地址為清水灣道11號，鄰近龍翔道。

## 設施
- 牛池灣文娛中心
- 牛池灣街市
- 牛池灣公共圖書館
- 牛池灣體育館